# Diospyros exsculpta
Diospyros exsculpta là một loài thực vật có hoa trong họ Thị. Loài này được Buch.-Ham. mô tả khoa học đầu tiên năm 1826.